# Joe Meek
Robert George "Joe" Meek, född 5 april 1929 i Newent, Gloucestershire, död 3 februari 1967 i London, var en nyskapande brittisk musikproducent och låtskrivare.
Mest känd är han för sin låt Telstar som han skrev och producerade åt The Tornados 1962 som blev den första låten av en brittisk grupp att nå förstaplatsen på Billboard Hot 100 i USA. Trots sin korta musikaliska karriär hann han producera många populära låtar med artister som The Honeycombs, Lonnie Donegan, Michael Cox, och hans bidrag till musikhistorien är mycket stort. Meeks konceptalbum I Hear A New World 1960 räknas som ett inflytelserikt album och tidningen The Wire skrev om dess betydelse i en artikel med namnet "100 Records that Set the World on Fire (When No One Was Listening)".
Joe Meek producerade och skrev även en hel del musik för filmer, bland annat för Live It Up! 1963, en film om popmusik med bland annat Heinz Burt, Kenny Ball i huvudrollerna. 
Mot slutet av sitt liv blev Meek paranoid och deprimerad, delvis på grund av att han var homosexuell under en period då det var olagligt i Storbritannien, men också på grund av en ökande användning av droger. Dessutom var han i ekonomiska bekymmer då den franska kompositören Jean Ledrut stämde honom för att ha stulit melodin till 'Telstar', och medan fallet var i domstolen kunde Meek inte få ut någon royalty från hiten. Den 3 februari 1967 mördade Joe Meek sin hyresvärd med ett hagelgevär, innan han tog sitt eget liv genom att skjuta sig själv. Strax efter hans död fattade domstolen sitt beslut: Joe Meek hade inte stulit melodin till 'Telstar' från Jean Ledrut.

## Hyllningar och referenser

### Låtar
Otaliga låtar och artister har valt att hylla Joe Meek på olika sätt. Här är ett urval:
- Fransk-Engelska singer-songwritern MeeK har valt sitt artistnamn som en hyllning till Joe Meek.
- The Marked Men, ett punkrockband från Texas, sjunger i låten "Someday": "Joe Meek wanted all the world to know about the news he found."
- The Bleeder Group, en dansk alternativ rock-grupp har en låt betitlad "Joe Meek Shall Inherit The Earth" på sitt album 'Sunrise'
- Matmos, en Electronic duo, har en låt från albumet 'The Rose Has Teeth in the Mouth of the Beast' från 2006 betitlad "Solo Buttons for Joe Meek".
- Pluto Monkey, en brittisk indie-musiker, släppte en singel på Shifty Disco med låtar som "Joe Meek" och "Meeksville Sound Is Dead"

### Filmer
Två dokumentärer och en spelfilm har gjorts om Joe Meek
- A Life in the Death of Joe Meek, en amerikansk indiedokumentär[5]
- The Very Strange Story of the Legendary Joe Meek. En dokumentär av BBC som sändes 1991 på brittisk TV.[6]
- Telstar: The Joe Meek Story [7]